# Adel Chedli
Adel Chedli - em árabe, عادل الشاذلي (La Ricamarie, 16 de Setembro de 1976), é um futebolista franco-tunisiano que atua como meia. 

## Carreira
Chedli representou o elenco da Seleção Tunisiana de Futebol no Campeonato Africano das Nações de 2012.

## Títulos
Tunísia
- Campeonato Africano das Nações: 2004